# EV Bozen 84
Der EV Bozen 84 ist ein italienischer Eishockeyverein aus Bozen, der zwischen 2010 und 2013 in der Serie A2, der zweithöchsten italienischen Eishockeyliga, spielte. Als bisher größter Erfolg gelang in der Saison 2009/10 der Gewinn der Meisterschaft in der dritthöchsten Spielklasse. Die Heimspiele des Vereins werden im Eissportzentrum Sill ausgetragen. Die Vereinsfarben sind Blau und Weiß.

## Geschichte
Der im Jahre 1984 gegründete Verein wurde mit einem großen Ziel gegründet: Man wollte großen Wert auf die Jugendarbeit legen und auch den jungen Eishockeytalenten eine Chance geben. Der Verein entstand aus dem Zusammenschluss von vier Bozner Mannschaften SV Gries, HC Rentsch, HC Jugendclub und Micky Maus.
Der Verein sollte in Bozen ein Gegengewicht zum HC Bozen sein, dass auch die jugendlichen Spieler die Möglichkeit haben, auf einem guten Niveau zu spielen.
Das Präsidentenamt der „Weiß-Blauen“ wurde vom ehemaligen HC Bozen Präsident Ander Amonn anfangs übernommen. Er war es, der die Basis für eine gute und auch erfolgreiche Jugendarbeit gelegt hat. Nach einigen Jahren erkannte die Vereinsführung, dass die jugendlichen Spieler aus der Jugendabteilung des Vereins eine Vorbildmannschaft benötigen. Der neu ins Rennen geschickten Kampfmannschaft gelang der Vordrang bis in die zweite italienische Liga. Nach einigen Jahren wurde die erste Mannschaft wegen eines finanziellen Ruins und der immer steigenden Transferkartenspielergrenze aus der Meisterschaft freiwillig zurückgezogen.
Für die jungen Talente wurde in den späten 1990er-Jahren das Projekt „Young Selection“ mit dem HC Bozen gestartet. Die Spieler, welche beim HC Bozen keine oder nur wenig Eiszeit bekamen, wurden beim EV Bozen 84 untergebracht und reiften dort heran. Die bekanntesten und auch erfolgreichsten Jugendspieler, die von diesem Projekt profitierten, waren Christian Walcher, Matthias Mair, Stefan Zisser und Alexander Egger. Stefan Zisser und Alexander Egger schafften einige Jahre später sogar den Sprung in die italienische Eishockeynationalmannschaft. 
Das Hauptaugenmerk wurde dann für kurze Zeit nur mehr auf die Jugendarbeit gelegt. Die reifsten Spieler in ihren Reihen konnten beim HC Siebeneich und den HC Future Bozen in der Serie A2 Spielpraxis sammeln.

## Frauenmannschaft
Seit 2008 hat der Verein auch eine Fraueneishockeymannschaft, die EV Bozen Eagles, die in der Frauen-Serie A spielt. Die Mannschaft entstand nach der Auflösung des HC Eagles Bozen, eines 1991 gegründeten, reinen Fraueneishockey-Vereins.
Die Eagles nahmen bereits mehrfach am Pokalwettbewerb der europäischen Meister, dem IIHF European Women Champions Cup teil und gewannen mehrfach die italienische Meisterschaft.
In der Saison 2013/14 gewann die Mannschaft die EWHL und konnte diesen Erfolg drei Jahre später wiederholen. In der Saison 2018/19 erreichten die Eagles den dritten Platz der EWHL im Rahmen des Final-Four-Turniers.

## Trainer
| Zeit      | Nation             | Trainer                       |
| --------- | ------------------ | ----------------------------- |
| 2009/10   | Deutschland        | Andreas Bentenrieder          |
| 2010–2012 | Italien            | Massimo Fedrizzi, Egon Schenk |
| 2012/13   | Kanada Deutschland | Fred Carroll                  |

## Bedeutende ehemalige Spieler
- Dylan Stanley
- Tuomo Harjula
- Ralph Intranuovo
- Stanislav Jasečko
- Alexander Egger
- Christian Walcher
- Michail Alexandrowitsch Wassiljew
- Stefan Zisser